# Sava Pădureanu
Sava Pădureanu (Bucarest (Romania), 1848 — Idem. 1918), va ser un compositor i violinista romanès, d'ètnia gitana, que va establir les bases d'una connexió artística duradora amb Rússia, sent el violinista favorit del tsar Alexandre III. La fama que va gaudir a Petersburg va ser tan gran que, en el moment àlgid de la seva carrera (1894 - 1904), el xampany i les cigarretes "Pădureanu" es podien trobar al comerç rus. Va ser decorat tant pel tsar com pel rei Carol I de Romania.

## Biografia
Nascut al barri dels violinistes, al carrer Sfinților núm. 39 anys, va créixer de petit en l'ambient artístic dels violinistes de Bucarest.
L'any 1860, va ingressar a un taraf (banda) de Bucarest, on va aprendre l'ofici de l'acompanyament, fet que li va facilitar el pas a l'estudi del violí en poc temps.
El 1877 va crear el seu propi taraf, aquest va ser escollit (juntament amb el taraf del naista Angheluș Dinicu) el 1885 com a representant de la música romanesa a l'Exposició Universal de París que havia de tenir lloc el 1889. En aquesta exposició, el taraf de Pădureanu rep el Diploma d'Honor i la Medalla d'Or.
El 1891 fa dos grans concerts al Piccadilly Circus de Londres. Entre les cançons del repertori de concerts destaquen: l'habitual "Marxa Nacional", el vals "Te iubesc", "Doina" i "Ciocârlia", els romanços "Manola" i "Steluta", "Mandolinata", un popurrí de la traviata de Verdi, la cançó "Am un leu și vreau să-l beu" i la seva pròpia composició "Sârba Expoziției".
El 1894 la seva companyia (a la qual s'havia afegit recentment el violoncel·lista de Iesian Nicolae Barbu) va fer una gira de quatre mesos a Petersburg, Rússia. La influència que deixa aquí és enorme, el compositor Rimsky-Korsakov, per exemple, escoltant el tambor del taraf de Sava Pădureanu, l'introdueix a la seva obra d'òpera-ballet "Mlada".
L'estiu de 1895 va actuar al restaurant "Krestovski" de Petersburg. Encara participa en diversos esdeveniments benèfics organitzats per l'alta societat russa (especialment al teatre Peterhof). En tornar al país, després de tres mesos de gira, els violinistes del taraf de Padureanu van obtenir un benefici de 50.000 lei (al voltant dels 500.000 dòlars actuals).
L'any 1900, va participar en la segona Exposició de París (juntament amb un altre taraf, dirigit pel violinista Cristache Ciolac). A la tardor de 1901, actua als grans casinos de Montecarlo (sobretot l'Atrium i el Palais des Beaux-Arts). Torna aquí en una altra gira durant 1908 - 1909.
El setembre de 1910, el seu fill (Gheorghe Pădureanu) es va incorporar a l'òpera local de Montecarlo com a tenor, cantant durant diversos mesos en diferents llocs. El mateix any, el violinista francès Eugène Ysaÿe es va incorporar a l'orquestra.
En 1914-1915, va gravar diversos discos de gramòfon per a la companyia discogràfica Zonophon-Record de Berlín ("Potpuriu Romanian", "Potpuriu Rusesc", "Hora lui Pădureanu", etc.).

## Mort
Va morir el 1918 a Bucarest, als gairebé 70 anys, sent enterrat al cementiri "Pătrunjel" (avui "Renaixement") de Colentina.

## Composició
- Polka, piano, Editorial Constantin Gebauer, Bucarest, 2 p.
- Souvenir de Mali Fontain, polca per a piano, "dedicada a la senyora Sophie Scheins", Editorial E.P. Bernardi, Odessa, 3 p.

## Discografia
Els discos de Sava Pădureanu es van gravar a la companyia discogràfica Zonophon-Record entre 1914 i 1915 a Bucarest.
| Any  | Numero de cataleg | Format                 | Peça                                             | Acompanyament            |
| 1914 | 500 636 / 500 904 | shellac, 25 cm, 78 RPM | Laza. Ceardaș Sorento (solo vioară)              | orquestra Sava Pădureanu |
| 1915 | 507 900 / 507 901 | shellac, 25 cm, 78 RPM | Potpouri național Mary, Mary                     | orquestra Sava Pădureanu |
| 1915 | 507 902 / 507 903 | shellac, 25 cm, 78 RPM | Mia Bella Hora lui Pădureanu (c. Sava Pădureanu) | orquestra Sava Pădureanu |